# Lisa Hütthaler
Lisa Hütthaler née le 2 septembre 1983 à Wiener Neustadt en Autriche est une triathlète et professionnelle, multiple vainqueur sur triathlon Ironman 70.3.

## Biographie

### Début de carrière en triathlon
Lisa Hütthaler commence le triathlon après avoir obtenu un diplôme du secondaire en 2003, elle participe à sa première compétition à Grado et intègre l'équipe Sport Nora. 
En septembre 2004, elle remporte les championnats d'Europe de duathlon dans la catégorie espoir (U23) et en 2007 remporte le championnat national autrichien de triathlon sur distance sprint. Lors d'une épreuve de coupe du monde en Nouvelle-Zélande en mai 2008, elle provoque la chute dans le parcours vélo de la championne olympique Kate Allen qui l'accuse d'avoir commis un acte volontaire. Ces accusations sont abandonnées par les instances, aucune confirmation n'ayant étayée ces soupçons.
Elle échoue à se qualifier aux Jeux olympiques d'été de 2008 à Pékin et fait alors le choix de s'engager sur le circuit longue distance.

### Dopage et suspension
Lisa Hütthaler est décelée positive à l'EPO à des tests antidopage en mars 2008 et interdite de compétition par l'agence nationale autrichienne pendant deux années. Elle est également accusée par l'agence d'avoir tenté de corrompre un employé du laboratoire chargé du test du second échantillon (échantillon B). Ces accusations la rende passible d'un procès devant un tribunal correctionnel. Après avoir nié les faits pendant plusieurs mois, elle finit par les reconnaitre et dénonce Andreas Zoubek, Stefan Matschiner anciens directeurs et Bernhard Kohl d'être les fournisseurs de produits dopants. Dans une interview publique en forme de mea-culpa, elle met au jour l’ensemble des pratiques, des raisons et des protagonistes qui l'ont amenés à se doper depuis l'âge de 18 ans. Dans cette confession, elle annonce aussi s’être parfois dopée par des techniques de régénération du sang. Elle livre également publiquement les noms de ceux qui l'ont introduit dans ce type de démarche en espérant que ces révélations permettront à d'autres sportifs de ne pas tomber dans ce qu'elle qualifie alors de très graves erreurs. Après ces aveux de dopage, elle voit sa peine de suspension réduite à 18 mois en avril 2009.

### Retour à la compétition
Lisa Hütthaler est autorisé à la fin de sa période de suspension à reprendre des compétitions de triathlon en 2010 et après s'être soumise à une période de plusieurs mois de contrôle antidopage. Elle est entrainée en 2011 par Heinz Planitzer.
En 2012, elle participe au TriStar 111 à Cannes en France et prend la seconde place, pour sa première participation à une compétition longue distance. Elle remporte également le titre national de triathlon sur courte distance, le titre de 2007 lui ayant été retiré. En octobre de cette même année, elle prend la seconde place de l'Ironman 70.3 de Miami, mais est mise en cause avec trois autres concurrents, étant accusé d'avoir enfreins les règles d'aspiration-abri (drafting). Elle se défend de ces accusation, n’ayant pas eu de plainte des arbitres pendant la course ,. La World Triathlon Corporation durcira après ces problèmes les règles de contrôle.
En mai 2013, elle remporte l'Ironman 70.3 de Majorque et deux semaines plus tard celui de Sankt Pölten. Elle entre dans l'équipe autrichienne longue distance ÖTRV B-équipe. Cette même année, elle remporte de nouveau le championnat autrichien sur courte distance. En 2014, elle défend avec succès ses titres à Majorque et Sankt Pölten et elle prend la septième place lors de la finale du championnat du monde d'Ironman 70.3 au Canada. En octobre elle remporte le championnat d'Europe moyenne distance. 
En 2015, malgré ses qualifications pour les championnats du monde Ironman et Ironman 70.3, elle renonce à la suite de problèmes persistants aux jambes à prendre le départ de ces compétitions.

### Vie privée
Lisa Hütthaler est mère d'un garçon né en février 2011.

## Palmarès
Le tableau présente les résultats les plus significatifs (podium) obtenus sur le circuit national et international de triathlon et de duathlon depuis 2004,.
| Année | Compétition                         | Pays       | Position           | Temps           |
| ----- | ----------------------------------- | ---------- | ------------------ | --------------- |
| 2019  | Ironman 70.3 Marrakech              | Maroc      | Médaille d'or      | 4 h 24 min 23 s |
| 2018  | Ironman 70.3 Luxembourg             | Luxembourg | Médaille d'or      | 4 h 13 min 52 s |
| 2018  | Ironman Autriche                    | Autriche   | Médaille d'argent  | 9 h 1 min 47 s  |
| 2017  | Ironman 70.3 Italie                 | Italie     | Médaille d'or      | 4 h 24 min 25 s |
| 2017  | Ironman Barcelone                   | Espagne    | Médaille d'argent  | 8 h 51 min 21 s |
| 2017  | Ironman 70.3 Jönköping              | Suède      | Médaille d'or      | 4 h 17 min 14 s |
| 2017  | Ironman 70.3 Gdynia                 | Pologne    | Médaille d'or      | 4 h 17 min 3 s  |
| 2016  | Ironman 70.3 Lanzarote              | Espagne    | Médaille d'or      | 4 h 47 min 6 s  |
| 2016  | Ironman 70.3 Budapest               | Hongrie    | Médaille d'or      | 4 h 6 min 36 s  |
| 2014  | Ironman 70.3 Majorque               | Espagne    | Médaille d'or      | 4 h 18 min 50 s |
| 2014  | Ironman 70.3 Autriche               | Autriche   | Médaille d'or      | 4 h 17 min 20 s |
| 2014  | Ironman 70.3 Luxembourg             | Luxembourg | Médaille d'or      | 4 h 17 min 3 s  |
| 2014  | Ironman Arizona                     | États-Unis | Médaille d'argent  | 8 h 58 min 46 s |
| 2014  | Ironman Autriche                    | Autriche   | Médaille de bronze | 8 h 53 min 20 s |
| 2014  | Championnats d'Autriche sprint      | Autriche   | Médaille d'or      | 1 h 3 min 27 s  |
| 2014  | Championnats d'Europe Half Distance | Espagne    | Médaille d'or      | 4 h 25 min 27 s |
| 2013  | Ironman 70.3 Majorque               | Espagne    | Médaille d'or      | 4 h 24 min 25 s |
| 2013  | Ironman 70.3 Autriche               | Autriche   | Médaille d'or      | 3 h 49 min 55 s |
| 2013  | Ironman 70.3 Norvège                | Norvège    | Médaille d'or      | 4 h 12 min 11 s |
| 2013  | Championnats d'Autriche             | Autriche   | Médaille d'or      | 2 h 15 min 22 s |
| 2012  | TriStar111 Kufstein                 | Autriche   | Médaille d'or      | 3 h 55 min 27 s |
| 2012  | TriStar111 Estonie                  | Estonie    | Médaille d'or      | 3 h 33 min 54 s |
| 2012  | TriStar111 Monaco                   | Monaco     | Médaille d'or      | 4 h 21 min 9 s  |
| 2012  | Championnats d'Autriche             | Autriche   | Médaille d'or      | 2 h 6 min 58 s  |
| 2007  | Championnats d'Autriche             | Autriche   | Médaille d'or      | Timing          |
| 2004  | Championnats d'Autriche de duathlon | Autriche   | Médaille d'or      | Timing          |